# Bobartia macrospatha
Bobartia macrospatha är en irisväxtart som beskrevs av John Gilbert Baker. Bobartia macrospatha ingår i släktet Bobartia och familjen irisväxter.

## Underarter
Arten delas in i följande underarter:
- B. m. anceps
- B. m. macrospatha